# 아드리안 아르누
아드리안 아르누(스페인어: Adrián Arnuncio Baquerín, 2007년 3월 4일~)는 스페인의 축구 선수이다. 바야돌리드와 스페인 연령별 대표팀에서 공격수로 활동하고 있다.

## 어린 시절
스페인 카스티야이레온주 팔렌시아도 팔렌시아에서 태어난 그는 2017년에 CD 산 후아니요에서 레알 바야돌리드의 유소년팀으로 이적했다.

## 구단 경력
2023년 9월 17일, B팀에서 성인 데뷔전을 치렀고, 레알 오비에도 베투스타를 상대로 교체 출전해 세군다 페데라시온 경기에서 결승골을 넣어 구단의 1-0 승리를 이끌었다. 이 득점으로 그는 16세 197일의 나이로 당시 B팀에서 골을 넣은 최연소 선수가 되었다.
2024년 5월 11일, RCD 에스파뇰과의 세군다 디비시온 홈 경기 에서 선발로 출전하여 1군 데뷔전을 치렀다.  17세 2개월 7일로 1군에 데뷔한 두 번째로 어린 선수가 되었다. 3일 후, 2027년까지 계약을 연장했다.

## 국가대표팀 경력
스페인 17세 이하 대표팀으로 뛰었다.